# Leonia sphaerocarpa
Leonia sphaerocarpa (Triana & Planch.) Byng & Christenh. – gatunek roślin z rodziny fiołkowatych (Violaceae). Występuje naturalnie w Panamie, Kolumbii, Wenezueli, Gujanie, Surinamie, Gujanie Francuskiej, Ekwadorze, Peru oraz Brazylii (w stanach Acre, Amazonas, Pará, Rondônia i Mato Grosso). 

## Morfologia
PokrójZimozielone drzewo lub krzew. Dorasta do 9 m wysokości.
LiścieBlaszka liściowa ma kształt od lancetowatego do podługowato lancetowatego lub eliptycznego. Mierzy 4–14 cm długości oraz 1–4,8 cm szerokości, jest piłkowana na brzegu, ma klinową nasadę i spiczasty wierzchołek. Przylistki są równowąskie, nietrwałe i osiągają 5 mm długości. Ogonek liściowy jest nagi i ma 5–12 mm długości.
OwoceJagody mierzące 4 cm średnicy, o kształcie d gruszkowatego do niemal kulistego.

## Biologia i ekologia
Rośnie w lasach, na wysokości do 200 m n.p.m.